# Juncus prismatocarpus
Juncus prismatocarpus är en tågväxtart som beskrevs av Robert Brown. Juncus prismatocarpus ingår i släktet tåg, och familjen tågväxter. IUCN kategoriserar arten globalt som livskraftig. Inga underarter finns listade i Catalogue of Life.